# Jef Poskanzer
Jeffrey A. Poskanzer es un programador estadounidense. Fue la primera persona en escribir una sección de FAQ semanalmente para Usenet. Desarrolló el formato gráfico Portable Pixmap y el programa pbmplus (el precursor del paquete Netpbm) para manipularlos. También trabajó en el equipo que portó A/UX. Ha compartido en dos USENIX Lifetime Achievement Awards – en 1993 para Berkeley Unix, y en 1996 para el Software Tools Project.
Posee el dominio acmé.com (notable por recibir diariamente más de un millón de correo spam), el cual es el sitio web para ACME Laboratories. Aloja muchos proyectos de software libre; los más importantes y mantenidos incluyen tanto pbmplus y thttpd, un servidor web libre.